# Lupita d'Alessio
Pour les articles homonymes, voir Lupita.
Lupita D'Alessio, née Guadalupe Contreras Ramos le 10 mars 1954 à Tijuana, Mexique, est une chanteuse mexicaine et, également, une actrice de cinéma et de télévision.
Elle est surnommée La Leona Dormida (la lionne endormie), en référence au titre d'une de ses chansons.